# Jim Crockett Promotions
Jim Crockett Promotions (JCP) – amerykańska firma, organizująca gale wrestlingu w latach 1935-1988, jeden z najbardziej wpływowych członków National Wrestling Alliance, na jej podstawie powstała firma World Championship Wrestling.
Jej założycielem był Jim Crockett. W 1952 roku firma dołączyła do federacji National Wrestling Alliance. Szczególnie się rozwinęła pod kierownictwem jego syna i następcy, Jima Crocketta Jr. Ukształtowała ona całą branżę, popularyzując między innymi koncept cyklicznych gal, różne rodzaje walk i termin Dusty.
W 1988 roku w następstwie monopolizacji rynku przez WWE, z którym JCP nie było w stanie konkurować, firma została sprzedana koncernowi Turner Broadcasting System, który przekształcił ją w World Championship Wrestling.

## Nazwa
Organizacja nie promowała się publicznie oficjalną nazwą firmy, czyli Jim Crockett Promotions. Używała różnych nazw w zależności od miejsca, w którym organizowała gale i inne wydarzenia. Regularnie wystawiane gale wrestlingu nosiły między innymi nazwy:
- All Star Wrestling
- Eastern States Championship Wrestling
- Mid-Atlantic Championship Wrestling (MACW)
- NWA Pro Wrestling
- NWA World Championship Wrestling
- World Wide Wrestling[1]

## Historia

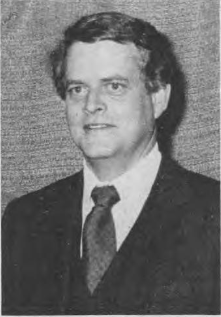
Prezes organizacji w latach 1973-1988, Jim Crockett Jr.

Organizacja wrestlingu Jim Crockett Promotions została założona w 1935 roku w Charlotte, w Karolinie Północnej. Jej założycielem był Jim Crockett, uznany organizator gal wrestlingu w latach 20. i 30. XX wieku.
W 1952 roku JCP dołączyła do federacji National Wrestling Alliance, zrzeszającej wiele organizacji i regulującej podział na terytoria ich operowania. Firma Crocketta zabezpieczyła terytoria Karoliny Północnej, Karoliny Południowej i Wirginii.
Gdy Jim Crockett zmarł w 1973 roku, firma została przejęta przez jego syna, Jima Crocketta Jr.. Od tego czasu Jim Crockett Promotions stało się jednym z najbardziej wpływowych członków National Wrestling Alliance, a sam Crockett Jr. trzykrotnie pełnił funkcję prezesa National Wrestling Alliance. Zyskał też licencję na używanie nazwy National Wrestling Alliance do promowania swoich gal oraz pozyskał mistrzostwo NWA World Heavyweight Championship.
W latach 80. XX wieku Jim Crockett Promotions rywalizowało z WWE, które zaczęło powoli monopolizować branżę. W tym celu firma JCP eskalowała ekspansję. W marcu 1985 roku zaczęła organizować gale w Georgii, a we wrześniu 1985 roku w Saint Louis. Do lutego 1987 roku kontrolowała już stany centralne. W lutym 1987 roku wykupiła organizację Championship Wrestling from Florida, a w kwietniu 1987 roku Universal Wrestling Federation. Do organizacji został sprowadzony wrestler Sting, który wkrótce zaczął być kreowany na główną atrakcję gal. Firma zaczęła też emitować gale w telewizji TBS, należącej do koncernu Turner Broadcasting System, oraz rozpoczęła serię gal specjalnych Starrcade, które ukształtowały przyszłą tradycję cyklicznych gal pay-per-view w innych organizacjach i są uważane przez różnych analityków za prekursora WrestleManii.
Ostatecznie JCP nie było w stanie konkurować z WWE i w listopadzie 1988 roku Jim Crockett Jr. zdecydował się sprzedać firmę koncernowi medialnemu Turner Broadcasting System, który przekształcił ją w World Championship Wrestling.

## Charakterystyka
Nazwa organizacji Jim Crockett Promotions była też skracana do JCP. Charakterystyczne dla nich były wówczas brutalne walki, w czasie których dochodziło do rozlewu krwi i używania różnych przedmiotów jako broni.
Portal sportowy Bleacher Report wyróżnił rywalizację Dusty'ego Rhodesa i Rica Flaira jako jedną z największych atrakcji gal tej organizacji. Dużą popularnością cieszył się też tag team heelów The Four Horsemen. W pewnym momencie grupa ta posiadała wszystkie mistrzostwa organizacji.
Innymi popularnymi rywalizacjami w organizacji były między innymi Tully Blanchard kontra Magnum T.A., The Russians kontra The Road Warriors, The Rock n Roll Express kontra Midnight Express oraz Jimmy Valiant kontra Paul Jones, a innymi popularnymi wrestlerami należącymi do organizacji byli Rick Rude, Jimmy Valiant, Tully Blanchard, Barry Windham, Harley Race i tag team The Road Warriors.

## Promowane mistrzostwa
- Lista mistrzostw używanych w Jim Crockett Promotions w różnych okresach[2]
  - Tytuły mistrza świata
    - World Heavyweight Championship
    - World Junior Heavyweight Championship
    - World Tag Team Championship
    - World Six-Man Tag Team Championship
    - World Television Championship

  - Tytuły mistrza Stanów Zjednoczonych
    - United States Heavyweight Championship
    - United States Tag Team Championship

  - Tytuły narodowe
    - National Heavyweight Championship
    - National Tag Team Championship

  - Tytuły regionalne
    - Western States Heritage Heavyweight Championship
    - Mid-Atlantic Heavyweight Championship
    - Florida Heavyweight Championship

## Wpływ na wrestling
Portal sportowy Bleacher Report spekulował, że grupa heelów The Four Horsemen posiadająca wszystkie mistrzostwa organizacji mogła zainspirować grupę The Evolution, która występowała w WWE.
Organizacja Jim Crockett Promotions spopularyzowała takie typy walk jak Wargames i „I Quit” match, serie walk typu Best of Seven i turniej typu Bunkhouse Stampede. Używane w terminologii związanej z wrestlingiem określenie Dusty finish pochodzi od częstych sytuacji, jakie miały miejsce w Jim Crockett Promotions i były związane z Dusty'm Rhodesem.
Schemat gal specjalnych opracowany przez Jim Crockett Promotions znacząco przyczynił się do tego jak wyglądały później gale pay-per-view w innych organizacjach. Coroczna gala WrestleMania kreowana na najważniejszą galę każdego roku w WWE była inspirowana galami Starrcade, a letnie gale Summerslam galami American Bash.
31 lipca 2022 roku została zorganizowana gala Ric Flair’s Last Match, która pomimo nieistnienia już firmy, była promowana pod szyldem Jim Crockett Promotions i specjalnie na tę okazję zastrzeżono odpowiednie znaki towarowe. W ten sposób chciano uczcić karierę Rica Flaira, który zdobył dużą popularność w czasie działalności w ramach JCP i na tej gali miał stoczyć swój ostatni pojedynek w życiu.